# William Thurston

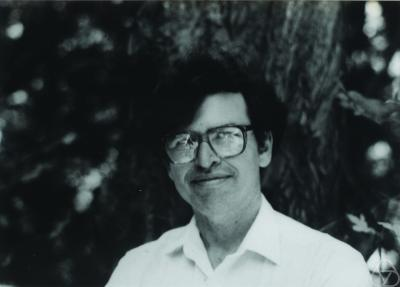
William Thurston 1991 in Oberwolfach

William Paul Thurston (* 30. Oktober 1946 in Washington, D.C.; † 21. August 2012 in Rochester, New York) – allgemein als Bill Thurston bekannt  – war ein US-amerikanischer Mathematiker.
Von ihm stammt die Idee der Geometrisierung zur Klassifizierung geschlossener dreidimensionaler Mannigfaltigkeiten. Dafür erhielt er 1982 die Fields-Medaille. Sein Theoriengebäude verknüpfte vorher als getrennt angesehene mathematische Gebiete mit der Theorie der dreidimensionalen Mannigfaltigkeiten.

## Leben
Thurston studierte am New College in Sarasota in Florida (Bachelorabschluss 1967) und dann bei Morris Hirsch und Stephen Smale an der Universität Berkeley, wo er 1972 promoviert wurde mit einer Arbeit über Blätterungen spezieller 3-Mannigfaltigkeiten (Foliations of 3-manifolds which are circle bundles). 1972/73 war er am Institute for Advanced Study in Princeton. 1973 wurde er Assistant Professor am Massachusetts Institute of Technology (MIT) und 1974 Professor für Mathematik an der Princeton University. Seit 1991 war er Professor an der UC Berkeley, seit 1996 an der UC Davis und ab 2003 an der Cornell-Universität. Daneben war er 1992–97 Direktor des MSRI.
In seiner Laudatio zur Verleihung der Fields-Medaille an Thurston 1982 hebt C. T. C. Wall hervor, dass Thurston mit „fantastischer geometrischer Intuition und Weitblick“ das Gebiet der Topologie zwei- und dreidimensionaler Mannigfaltigkeiten revolutionierte. Thurston klärte insbesondere die zentrale Rolle hyperbolischer Mannigfaltigkeiten (das sind Mannigfaltigkeiten mit einer Metrik konstanter negativer Krümmung) auch im dreidimensionalen Fall (siehe Geometrisierung von 3-Mannigfaltigkeiten). Er klassifizierte in seiner Geometrisierungs-Vermutung (die er für den Spezialfall von Haken-Mannigfaltigkeiten bewies) dreidimensionale Mannigfaltigkeiten in acht Typen. Zuvor waren zwar die Klassifikationen in den Dimensionen zwei und größer als fünf gut verstanden, nicht aber in den Dimensionen drei und vier. Der Beweis der Geometrisierungs-Vermutung von Thurston (mit der Poincaré-Vermutung als Teil) gelang Grigori Perelman 2003. Die bisher von der Topologie weitgehend isolierte Theorie diskreter Gruppen von Isometrien des hyperbolischen Raumes (Kleinsche Gruppen) wurde dadurch zu einem zentralen Thema der dreidimensionalen Topologie.
Zuvor revolutionierte er Anfang der 1970er Jahre auch die Theorie der Blätterungen.
Thurston formulierte 1982 eine Reihe von 24 Vermutungen über 3-Mannigfaltigkeiten, die inzwischen alle bis auf eine gelöst sind. Neben der Geometrisierungsvermutung war es lange ein offenes Problem, ob hyperbolische 3-Mannigfaltigkeiten virtuell gefasert sind; dies wurde 2013 durch Ian Agol und Daniel Wise bewiesen. Offen ist noch (2016): man zeige, dass es zwei hyperbolische 3-Mannigfaltigkeiten gibt, deren Volumen nicht in rationalem Verhältnis zueinander steht.
Er verfolgte einen intuitiven, anfangs nicht unumstrittenen Zugang zu mathematischer Erkenntnis mit dem Ziel des Verständnisses mathematischer Strukturen mit dem Schwerpunkt auf Ideen statt Details formaler Beweise (was er in einem Aufsatz im Bulletin der AMS 1994 unterstrich). Seinem Schüler Benson Farb zufolge änderte Thurston in grundlegender Weise den Zugang moderner Topologen und Geometer zu den mathematischen Objekten, demgegenüber die davor gebräuchliche Methode eher wie reines Manipulieren von Symbolen wirkte. Er entwickelte auch einen Kurs Geometry and the Imagination, um fortgeschrittene geometrische Konzepte auch mathematisch nicht versierten Personen wie Künstlern und Designern zugänglich zu machen. Dabei arbeitete er auch mit dem japanischen Modedesigner Dai Fujiwara zusammen bezüglich der besten Darstellung dreidimensionaler „Mannigfaltigkeiten“ in zwei Dimensionen (Kleidern).
Thurston war zweimal verheiratet, in erster Ehe mit Rachel Findley hatte er drei Kinder (darunter die Mathematiker Dylan und Nathaniel Thurston), in zweiter Ehe mit Julian Thurston hatte er zwei Kinder.

## Auszeichnungen (Auswahl)
- 1974: Invited Speaker auf dem ICM in Vancouver (On the construction and classification of foliations).
- 1974/75: Sloan Research Fellow
- 1976: Oswald-Veblen-Preis der American Mathematical Society (AMS) für seine Arbeiten über Blätterungen
- 1978: Plenarvortrag auf dem ICM in Helsinki (Geometry and Topology in Dimension 3)
- 1978: Aufnahme in die American Academy of Arts and Sciences
- 1979: Alan T. Waterman Award
- 1982: Fields-Medaille
- 1983: Aufnahme in die National Academy of Sciences
- 2005: AMS Book Prize für sein Buch Three Dimensional Geometry and Topology
- 2009: Joseph L. Doob Prize für sein Buch Three Dimensional Geometry and Topology
- 2012: Leroy P. Steele Prize

Thurston starb im August 2012 im Alter von 65 Jahren an einem Melanom, das ein Jahr zuvor diagnostiziert worden war.
Zu seinen Doktoranden gehören Danny Calegari, Richard Canary, David Gabai, Steven Kerckhoff, Yair Minsky, Oded Schramm, Jeffrey Weeks, Richard Kenyon, Silvio Levy, Richard Evan Schwartz, William Goldman (Zweitreferent), Benson Farb, William Floyd, Igor Rivin.

## Schriften
- Three dimensional geometry and topology, Band 1. Princeton University Press, 1997 (Herausgeber Silvio Levy), deckt nur einen kleinen Teil der Vorlesungen in Princeton 1979 bis 1981 ab, letztere unter library.msri.org
- Hyperbolic structures on 3-manifolds. I. Deformation of acylindrical manifolds. In: Annals of Mathematics. Band 124, 1986, S. 203–246.
- Three dimensional manifolds, Kleinian Groups and Hyperbolic Geometry. In: Bulletin AMS. Band 6, Mai 1982, S. 357–381.
- On the geometry and dynamics of diffeomorphisms of surfaces. In: Bulletin AMS. Band 19, 1988, S. 417–431.
- mit Steven Kerckhoff: Non continuity of the action of the modular group at Bers boundary of Teichmüller space. In: Inventiones Mathematicae. Band 100, 1990, S. 25–47.
- mit Yakov Eliashberg: Confoliations, American Mathematical Society, 1998.
- Three manifolds, foliations and circles I. Preprint 1997
- mit Michail Leonidowitsch Gromow, H. Blaine Lawson: Hyperbolic 4-manifolds and conformally flat 3-manifolds. In: Publications Mathématiques de l’IHÉS. Band 68, 1988, S. 27–45. (numdam.org)
- Existence of codimension one foliations. In: Annals of Mathematics. Band 104, 1976, S. 249–268.
- The theory of foliations of codimension greater than one. In: Comm. Math. Helv. Band 49, 1974, S. 214–231.
- mit David B. Epstein, James W. Cannon, Derek F. Holt, Silvio Levy, Michael S. Paterson: Word processing in groups. Jones and Bartlett, Boston 1992.
- On proof and progress in mathematics, Bull. Amer. Math. Soc. (N.S.), Band 30, 1994, S. 161–177. Arxiv
- mit Jeffrey Weeks: The mathematics of three-dimensional manifolds. Scientific American, Band 251, Juli 1984